# Asthena ainoica
Asthena ainoica là một loài bướm đêm trong họ Geometridae.